# It's a Bird, It's a Plane, It's Superman
It's A Bird, It's A Plane, It's Superman és un musical amb música de Charles Strouse i lletres de Lee Adams, amb llibret de David Newman i Robert Benton. Està basat en el personatge de còmic Superman, creat per Joe Shuster i Jerry Siegel i publicat per DC Comics.

## Sinopsi
La trama gira al voltant dels esforços de Superman per derrotar el Dr. Abner, un científic que busca destruir el símbol del bé. A més, Superman té un conflicte romàntic amb Max Mencken, un columnista del Daily Planet, que afecta la relació entre Superman i Lois Lane.

## Història de la producció
El musical s'estrenà al Alvin Theatre de Broadway el 29 de març de 1966. Dirigit per Harold Prince, i amb coreografia d'Ernest Flatt, estava protagonitzat per Jack Cassidy, Bob Holiday com Clark Kent i Superman, i Patricia Marand com Lois Lane. Encara que va rebre bones crítiques, no va aconseguir cridar l'atenció del públic i tancà el 17 de juliol, amb només 129 funcions. El tema principal és el perill del relativisme moral. El musical rebé 3 nominacions als Premis Tony, per Millor Actor en un Musical (Cassidy), Millor Actor de Repartiment a un Musical (Michael O'Sullivan, interpretant al dolent principal), i a la Millor Actriu de Repartiment en un Musical (Marand).
El 14 de maig del 2007, el programa de Los Angeles Reprise! Marvelous Musical Mondays presentà una versió en concert del Musical, al Ralph Freud Theatre del campus de la UCLA. El repartiment incloïa a Patrick Cassidy fent de Max Mencken (el mateix paper interpretat pel seu pare); Cheyenne Jackson com Superman, Jean Louisa Kelly com Lois Lane, Richard Kind com el Dr. Sedgwick, i el compositor fent una aparició especial com a Perry White.
Entre el 15-17 del 2007, la sèrie "Musicals in MUFTI" del York Theatre Company (Nova York) presentà una versió en concert del musical. Cheyenne Jackson, Jean Louisa Kelly i Charles Strouse reprenien els seus papers de Los Angeles. El repartiment el completaven Lea DeLaria (Dr. Abner Sedgwick), Shoshana Bean (Sydney), Stan Chandler (Jim Morgan), David Rasche (Max Menken), Michael Winther (La Tete), Scot Federly, Rachel Jones, Rodney Peck, Amy Ryder, i Katherine Von Till. Bob Holiday, el Superman original de Broadway, assistí a la matinee del 16 de juny.
Es poden veure fotos al documental Look, Up in the Sky: The Amazing Story of Superman, així com el muntatge de la versió televisiva.

## Especial del televisió
It's a Bird...It's a Plane...It's Superman va ser emès en un especial de la ABC l'1 de febrer de 1975, dins del seu Wide World of Entertainment, amb una pobre reacció de la crítica. Estava protagonitzat per David Wilson com Superman/Clark Kent, Lesley Ann Warren com Lois Lane, Loretta Swit com Sydney Carlton, David Wayne com el Dr. Abner Sedgwick i Kenneth Mars com Max Mencken.

## Repartiment original de Broadway
- Max Mencken – Jack Cassidy
- Jim Morgan – Don Chastain
- Superman/Clark Kent – Bob Holiday
- Lois Lane – Patricia Marand
- Perry White – Eric Mason
- Sydney – Linda Lavin
- Dr. Abner Sedgwick – Michael O'Sullivan
- Father Ling – Jerry Fujikawa
- Suspect #2 – Dick Miller

## Números musicals
| Primer Acte - "Overture" - Orquestra, Superman, Lois - "Doing Good" - Superman - "We Need Him" – Companyia, Lois, Max, Superman - "It's Superman" - Lois - "We Don't Matter at All" - Jim, Lois - "Revenge" - Dr. Sedgwick - "The Woman for the Man" - Max, Lois - "You've Got Possibilities" - Sydney - "What I've Always Wanted" - Lois - "Everything's Easy When You Know How" - The Flying Lings - "Revenge" (reprise) - Dr. Sedgwick - "It's Super Nice" - Companyia | Segon Acte - "Entr'acte" - Orquesta - "So Long Big Guy" - Max - "The Strongest Man in the World" - Superman - "Ooh, Do You Love You?" - Sydney - "You've Got What I Need" - Dr. Sedgwick, Max - "It's Superman (reprise)" - Lois, Superman, Sydney, Max, The Flying Lings, Jim, Company - "I'm Not Finished Yet" - Lois - "Pow! Bam! Zonk!" - Superman, The Flying Lings - "Finale" - Companyia |